# Кольченко Олександр Олександрович
Олекса́ндр Олекса́ндрович Ко́льченко (нар. 26 листопада 1989, Сімферополь, УРСР) — активіст лівих організацій Криму й України, анархіст, антифашист. Заарештований російською окупаційною адміністрацією Криму в 2014 році за звинуваченням в антиросійській діяльності, 2015 року отримав вирок від російського суду, в вересні 2019 року звільнений в результаті обміну та повернувся в Україну.

## Біографія
Народився і жив у Сімферополі, у бідній робітничій родині. Навчався в коледжі за спеціальністю «менеджер по туризму». Поступив на заочне відділення географічного факультету Таврійського національного університету, паралельно працював вантажником на пошті та в друкарні. Працював на археологічних розкопках.
Є активістом лівих, природоохоронних та профспілкових організацій. Брав участь в акціях студентської профспілки «Студентська дія», у протестах робітників «Кримтролейбуса». Також організовував акції у пам'ять про антифашистів Анастасію Бабурову і Івана Хуторського, брав участь у боротьбі проти забудови Залісського парку у Сімферополі.
У 2014 році брав участь у проукраїнських мітингах у Криму.
Відомий серед активістів за прізвиськом Тундра.
6 вересня 2019 року був повернутий в рамках обміну полоненими.

## Переслідування і арешт
16 травня 2014 року заарештований у Сімферополі за звинуваченням у підпалі офісів «Єдиної Росії» і «Російської общини Криму» та підготовці вибуху біля меморіалу Вічного вогню. 23 травня вивезений до Москви. Терміни слідства було подовжено судом до 20 жовтня, пізніше до 16 травня 2015 року. 13 травня термін арешту продовжено до 16 липня.
Також Кольченка звинували в належності до організації «Правий сектор», а також у змові з Олегом Сенцовим, Геннадієм Афанасьєвим і Олексієм Чернієм з метою скоєння терористичних актів.
Олександр Кольченко не йшов на співпрацю зі слідством і заперечував власну провину. Його адвокатом є Світлана Сидоркіна.
Захист Кольченка наполягав, що він є українським громадянином, але сімферопольський суд заперечив це, мотивуючи тим, що Кольченко не встиг вчасно відмовитися від російського громадянства. Через це йому забороняли зустрітися з українським консулом. Тим не менш у відповіді на запит депутата Олександра Бригинця Генеральна прокуратура Російської Федерації визнала Кольченка разом з іншими арештантами громадянами України.
1 червня 2015 року слідчий направив обвинувальний висновок до Генеральної прокуратури Російської Федерації. 11 червня заступник Генерального прокурора РФ Віктор Гринь затвердив висновок і передав справу Кольченка і Сенцова до суду. 10 липня Ростовський суд подовжив термін арешту Кольченка і Сенцова до січня 2016 року. Перше засідання суду за сутністю справи відбулося 21 липня. Справу розглядав Північно-Кавказький окружний військовий суд. Кольченка звинувачували за статтями кримінального кодексу РФ 205.4, частина 2 (участь у терористичному угрупуванні) і статтею 205, пункт «а».
25 серпня о 14:30 за київським часом у Ростові-на-Дону суддею Сергієм Михайлюком Олександра Кольченка було засуджено до 10 років позбавлення волі у колонії суворого режиму.
31 травня 2018 року оголосив голодування з вимогою звільнити Олега Сенцова.

### Реакція в Україні і світі

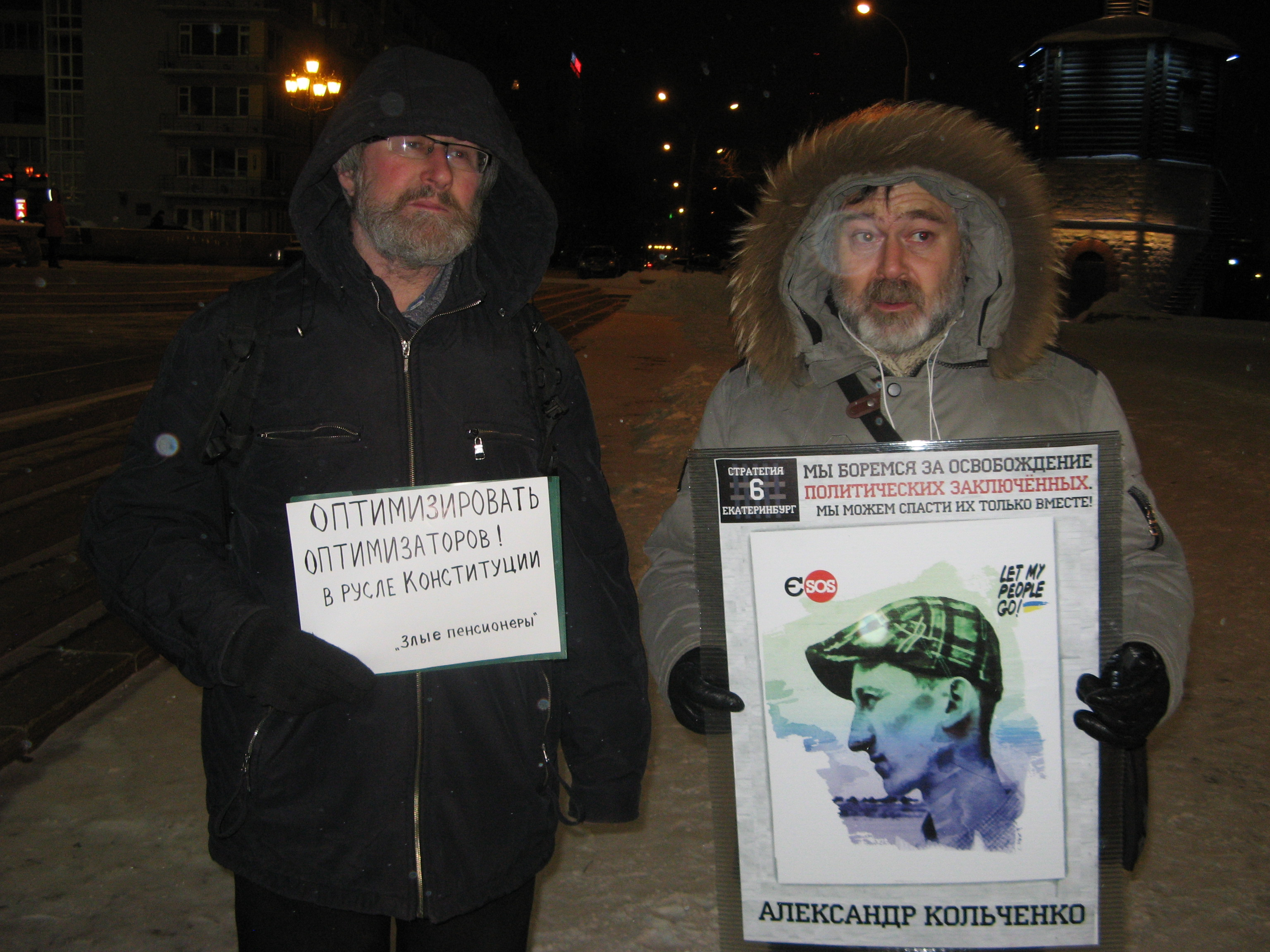
Пікетник з плакатом на захист Кольченка. Єкатеринбург, 6 лютого 2017 року

Міністерство закордонних справ України 30 травня 2014 року надіслало до Міністерства закордонних справ Російської Федерації ноту, в якій вимагало негайного звільнення українських громадян, зокрема Сенцова і Кольченка.
30 червня 2015 року відбулася акція на підтримку Олександра Кольченка у Парижі біля російського посольства.
Парламентська Асамблея ОБСЄ на початку липня 2015 року закликала Росію негайно звільнити та повернути до України незаконно утримуваних українських громадян, зокрема Олександра Кольченка.
3 серпня 2015 року міжнародне товариство «Меморіал» визнало Олександра Кольченка політичним в'язнем у Росії.

## Повернення в Україну

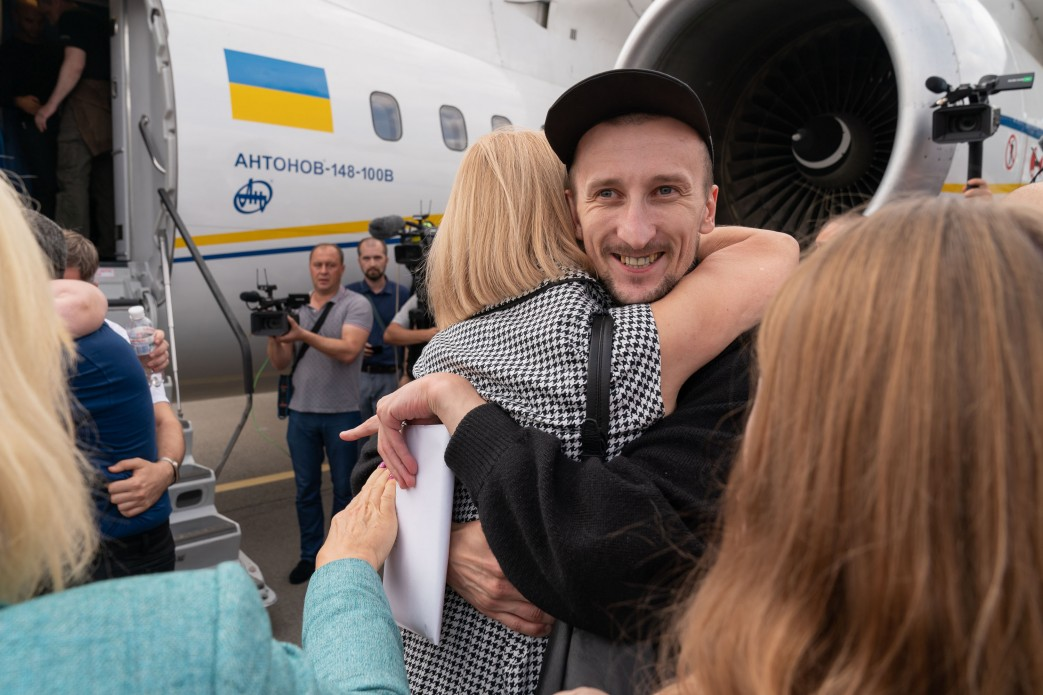
Повернення Олександра Кольченка в Україну

Внаслідок обміну в'язнів між Росією та Україною 7 вересня 2019 року Кольченко повернувся в Україну. Одразу після звільнення брав участь у прес-конференції разом з Олегом Сенцовим. Поновлений у евакуйованому з Криму Таврійському університеті, мешкав разом із сім'єю в гуртожитку. У листопаді 2019 року «Фонд Пінчука» придбав для Кольченка та ще 4 звільнених з Росії квартири в Києві.
Після повномасштабного вторгнення Росії в Україну Кольченко навесні проходив бойову підготовку у Києві, а потім підписав контракт із ЗСУ. У квітні він одружився.

## Державні нагороди
- Орден «За мужність» I ст. (24 вересня 2015) — за особисту мужність і самовідданість, виявлені у відстоюванні конституційних прав та свобод людини, цілісності Української держави[20][21]